# Santău
Santău (Tasnádszántó en hongrois, Santen en allemand) est une commune roumaine du județ de Satu Mare, dans la région historique de Transylvanie et dans la région de développement du Nord-Ouest.

## Géographie
La commune de Santău est située dans le sud-ouest du județ, dans la plaine du Someș, à 6 km à l'ouest de Tășnad, à 20 km au sud-est de Carei et à 70 km au sud de Satu Mare, le chef-lieu du județ.
La municipalité est composée des trois villages suivants (population en 2002) :
- Chereușa (614) ;
- Santău (1 822), siège de la commune ;
- Sudurău (202).

## Histoire
La première mention écrite du village de Santău date de 1213. Le village de Chereușa est mentionné en 1215.
La commune, qui appartenait au royaume de Hongrie, faisait partie de la principauté de Transylvanie et elle en a donc suivi l'histoire. Au XVIe siècle, les trois villages de la commune sont détruits pra des raids ottomans et désertés pendant plusieurs années.
Après le compromis de 1867 entre Autrichiens et Hongrois de l'empire d'Autriche, la principauté de Transylvanie disparaît et, en 1876, le royaume de Hongrie est partagé en comitats. Santău, qui appartenait au comitat de Közep-Szolnok intègre le nouveau comitat de Szilágy (Szilágy vármegye), dont le chef-lieu était la ville de Zilah, aujourd'hui Zalău.
À la fin de la Première Guerre mondiale, l'Empire austro-hongrois disparaît et la commune rejoint la Grande Roumanie au traité de Trianon et le județ de Sălaj.
En 1940, à la suite du deuxième arbitrage de Vienne, elle est annexée par la Hongrie jusqu'en 1944, période durant laquelle sa communauté juive est exterminée par les nazis. En 1945, une centaine d'habitants d'origine allemande est déportée vers l'URSS. Elle réintègre la Roumanie après la Seconde Guerre mondiale au traité de Paris en 1947.
Ce n'est qu'en 1968, à l'occasion de la réforme administrative du pays que la commune est intégrée dans le județ de Satu Mare, auquel elle appartient de nos jours.

## Politique
Le conseil municipal de Santău compte 11 sièges de conseillers municipaux. À l'issue des élections municipales de juin 2008, Gheorghe Mihalca (PNL) a été élu maire de la commune.
| Parti                                      | Nombre de conseillers |
| ------------------------------------------ | --------------------- |
| Parti national libéral (PNL)               | 5                     |
| Parti démocrate-libéral (PD-L)             | 3                     |
| Union démocrate magyare de Roumanie (UDMR) | 2                     |
| Parti social-démocrate (PSD)               | 1                     |

## Religions
En 2002, la composition religieuse de la commune était la suivante :
- Chrétiens orthodoxes, 59,66 % ;
- Catholiques romains, 20,05 % ;
- Réformés, 18,42 % ;
- Grecs-Catholiques, 1,02 % ;
- Pentecôtistes, 0,72 %.

## Démographie
En 1910, à l'époque austro-hongroise, la commune comptait 1 831 Hongrois (50,43 %) et 1 787 Roumains (49,22 %).
En 1930, on dénombrait 2 067 Roumains (56,52 %), 1 169 Hongrois (31,97 %), 265 Allemands (7,25 %), 80 Tsiganes (2,19 %) et 72 Juifs (1,97 %).
En 1956, après la Seconde Guerre mondiale, 2 354 Roumains (58,89 %) côtoyaient 1 592 Hongrois (39,83 %), 5 rescapés juifs (0,13 %) et 43 Tsiganes (1,08 %).
En 2002, la commune comptait 1 476 Roumains (55,95 %), 987 Hongrois (37,41 %) et 163 Tsiganes (6,17 %). On comptait à cette date 1 004 ménages et 950 logements.
| 1850  | 1880  | 1890  | 1900  | 1910  | 1920  | 1930  | 1941  | 1956  |
| ----- | ----- | ----- | ----- | ----- | ----- | ----- | ----- | ----- |
| 2 615 | 2 633 | 3 170 | 3 358 | 3 631 | 3 435 | 3 657 | 3 951 | 3 997 |

| 1966  | 1977  | 1992  | 2002  | 2007  | - | - | - | - |
| ----- | ----- | ----- | ----- | ----- | - | - | - | - |
| 3 993 | 3 469 | 2 749 | 2 638 | 2 546 | - | - | - | - |

## Économie
L'économie de la commune repose sur l'agriculture (céréales, betterave à sucre) et l'élevage.

## Communications

### Routes
Santău est située sur la route régionel DJ108M qui la relie à Tășnad à l'est et à Andrid à l'ouest. La route DJ195C relie le village de Sudurău à Căuaș au nord-est et à Pir au sud-ouest.

### Voies ferrées
Santău est desservie par la ligne des chemins de fer roumains (Căile Ferate Române) Carei-Jibou.

## Lieux et monuments
- Santău, église orthodoxe des Sts Archanges datant de 1900[9],[10].
- Santău, église réformée datant de 1859-1862[11].
- Santău, église catholique romaine St Ignace de Loyola, datant de 1831[11],[12].
- Sudurău, église orthodoxe datant de 1841[9].
- Chereușa, église réformée datant de 1720-1735[3].

## Personnalités
- Leontin Sălăjan, (1913-1966), général de l'armée roumaine Chef d'État-Major de 1950 à 1954 et ministre de la Défense de 1955 à 1966.